# Are You Human?
Are You Human? (hangeul : 너도 인간이니? ; RR : Neodo Inganini, littéralement « Es-tu également humain ? ») est une série télévisée de science-fiction romantique sud-coréenne en 36 épisodes de 35 minutes, créée par la KBS Drama Production et diffusée entre le 4 juin 2018 et 7 août 2018 sur le réseau KBS2,,.
Elle est également diffusée dans le monde depuis le 1er juillet 2019 sur le réseau Netflix.

## Synopsis
Laura Oh (Kim Sung-ryung), une célèbre scientifique en neuroscience et intelligence artificielle, se voit brutalement soudain séparée de son fils Shin sous l’ordre du grand-père de ce dernier, étant donné que le père s’est suicidé la veille. Attristée, elle prend décision de créer une parfaite copie de son fils sous la forme d’un androïde…
Alors qu’elle faisait partie du membre de service de sécurité de Nam Shin jusqu'à son licenciement, Kang So-bong (Gong Seung-yeon) devient alors la garde du corps de Nam Shin III (Seo Kang-joon), ayant pour mission de surveiller ses commentaires et son comportement. Contrairement à ce qu’elle pensait, elle tombe amoureuse de son protégé…

## Distribution
Sauf indication contraire ou complémentaire, les informations mentionnées dans cette section peuvent être confirmées par la base de données Hancinema

### Acteurs principaux
- Seo Kang-joon : Nam Shin / Nam Shin III
- Gong Seung-yeon : Kang So-bong
- Lee Joon-hyuk : Ji Yeong-hoon, le bras droit de Shin
- Park Hwan-hee : Seo Ye-na, la fille de Jong-gil
- Kim Sung-ryung : Laura Oh, la mère de Shin
- Yoo Oh-sung : Seo Jong-gil, le directeur du PK Group
- Park Young-gyu : Nam Geon-ho, le grand-père de Shin

### Acteurs secondaires
- Choi Deok-moon : David, le co-inventeur de Shin III
- Kim Hye-eun : Nam Ho-yeon
- Seo Eun-yool : No Hee-dong
- Kim Won-hae : Kang Jae-sik, le père de So-bong
- Kim Hyun-sook : la journaliste Jo, amie de So-bong
- Oh Hee-joon : Jo In-tae
- Cha Yup : Robocop
- Jo Jae-ryong : le ministre Park
- Choi Byung-mo : Choi Sang-gook, le représentant
- Oh Eui-sik : Cha Hyeon-joon
- Oh Han-kyul : Nam Shin I, le robot IA
- Lee Joo-chan : Nam Shin II, , le robot IA

### Acteurs exceptionnels
- Heo Young-ji : Yeon Ye-in (épisode 1)
- Kim Seung-soo : Nam Jeong-woo, le père de Nam Shin

## Production

### Tournage
Le tournage a lieu en juin 2017 en Corée du Sud, dont le district de Namhae en Gyeongsang du Sud où se trouve la gigantesque résidence des Nam qui est en fait le pavillon du club de golf au plein cap sud « Southcape Club House » (사우스케이프오너스클럽), ainsi que non pas loin de Séoul où se situe le repaire secret de la mère de Nam Shin et de David, une maison architecturale « 12 Pillar Building » (사우스케이프오너스클럽) en plein quartier de Singyo-dong dans l’arrondissement de Jongno-gu.

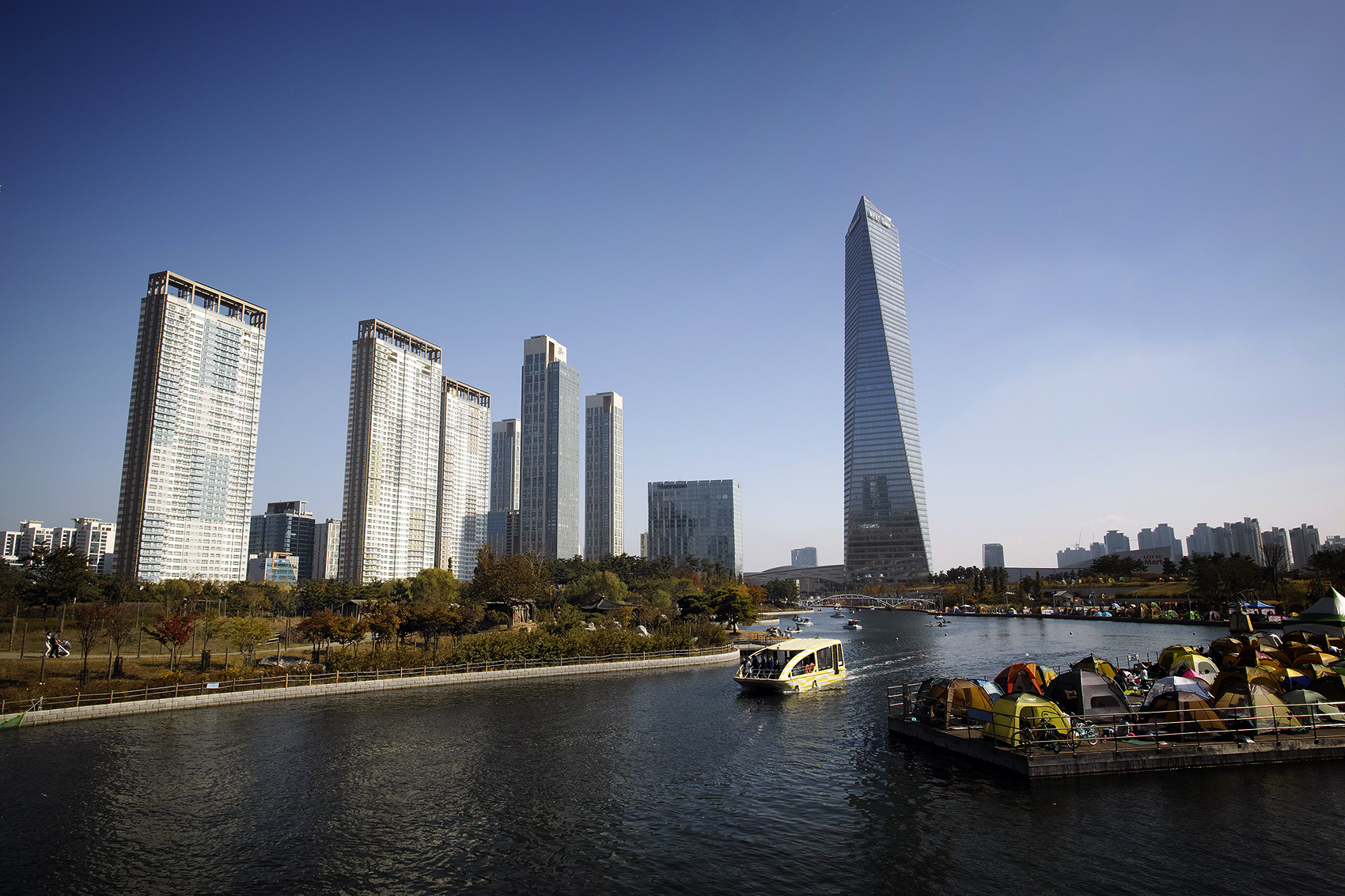
Le marché central de Songdo et le NEATT à Incheon.

Le Northeast Asia Trade Tower ou — le Posco Tower-Songdo — (포스코타워-송도) est servi pour le quartier général Group PK de Seo Jong-gil à l’extérieur comme à l’intérieur dans le quartier de Songdo à Incheon.
Entre 31 août et 6 septembre 2017, le tournage a également lieu dans le vieux quartier de Karlovy Vary en République tchèque où se déroule l’accident du vrai Nam Shin dans la rue Zahradní.
Le tournage termine le 29 novembre 2017.

### Musique
Les bandes originales sont composées par de différents artistes.

### Fiche technique
Sauf indication contraire, les informations mentionnées dans cette section peuvent être confirmées par la base de données cinématographiques IMDb,  présente dans la section « Liens externes ».
- Titre original : 너도 인간이니
- Titre international : Are You Human?
- Création : KBS Drama Production
- Réalisation : Cha Young-hoon[12]
- Scénario : Jo Jeong-joo
- Production : Lee Jae-gil
- Société de production : KBS Media
- Sociétés de distribution : KBS (Corée du Sud) ; Netflix (monde)
- Budget : 10 billion won[13]
- Pays d’origine :  Corée du Sud
- Langue originale : coréen
- Format : couleur - Dolby Digital - HD 1080i
- Genre : science-fiction romantique
- Saison : 1
- Épisodes : 36 (KBS2) ; 18 (Netflix)
- Durée : 35 minutes (KBS2) ; 59-64 minutes (Netflix)
- Dates de diffusion :
  - Corée du Sud : 4 juin 2018 sur KBS2
  - Monde : 1er juillet 2019 sur Netflix

## Épisodes
Les trente-six épisodes d’environ trente minutes ne contiennent aucun titre en Corée du Sud. En revanche, en France, les épisodes se réduisent à dix-huit pour autour d’une heure et ne contiennent également aucun titre.

## Accueil

### Festival
Are You Human? est présenté en avant-première au festival international des séries de Cannes, en avril 2018.

### Audiences
À ce tableau, les nombres en bleu représentent des audiences les plus faibles et les nombres en rouge, les plus fortes.
NR indique qu’ à cette date, l’épisode ne figurait pas parmi les vingt meilleurs programmes quotidiens.
| Ép.     | Date de diffusion | Part d'audience moyenne | Part d'audience moyenne | Part d'audience moyenne | Part d'audience moyenne |
| Ép.     | Date de diffusion | TNmS                    | TNmS                    | AGB Nielsen             | AGB Nielsen             |
| Ép.     | Date de diffusion | Monde                   | Séoul                   | Monde                   | Séoul                   |
| ------- | ----------------- | ----------------------- | ----------------------- | ----------------------- | ----------------------- |
| 1       | 4 juin 2018       | 6.1%                    | 6.3%                    | 5.2% (NR)               | 5.4% (NR)               |
| 2       | 4 juin 2018       | 6.9%                    | 7.2%                    | 5.9% (NR)               | 6.1% (NR)               |
| 3       | 5 juin 2018       | 5.4%                    | 5.6%                    | 5.0% (NR)               | 5.2% (NR)               |
| 4       | 5 juin 2018       | 5.9%                    | 6.1%                    | 5.3% (NR)               | 5.5% (NR)               |
| 5       | 11 juin 2018      | 5.5%                    | 5.7%                    | 5.4% (NR)               | 5.6% (NR)               |
| 6       | 11 juin 2018      | 7.0%                    | 7.2%                    | 6.3% (NR)               | 6.5% (NR)               |
| 7       | 12 juin 2018      | 8.0%                    | 8.3%                    | 7.7% (6e)               | 7.4% (4e)               |
| 8       | 12 juin 2018      | 9.6%                    | 9.7%                    | 9.9% (3e)               | 9.8% (2e)               |
| 9       | 18 juin 2018      | 5.2%                    | 5.4%                    | 5.5% (19e)              | 5.7% (NR)               |
| 10      | 18 juin 2018      | 5.2%                    | 5.5%                    | 5.0% (NR)               | 5.3% (NR)               |
| 11      | 25 juin 2018      | 5.0%                    | 5.2%                    | 4.6% (NR)               | 4.8% (NR)               |
| 12      | 25 juin 2018      | 5.7%                    | 5.9%                    | 5.3% (NR)               | 5.4% (NR)               |
| 13      | 3 juillet 2018    | 5.2%                    | 5.4%                    | 4.8% (NR)               | 5.0% (NR)               |
| 14      | 3 juillet 2018    | 6.4%                    | 6.8%                    | 5.9% (NR)               | 6.1% (NR)               |
| 15      | 3 juillet 2018    | 5.2%                    | 5.3%                    | 4.8% (NR)               | 4.9% (NR)               |
| 16      | 3 juillet 2018    | 4.6%                    | 4.8%                    | 4.2% (NR)               | 4.4% (NR)               |
| 17      | 9 juillet 2018    | 4.7%                    | 4.9%                    | 4.3% (NR)               | 4.4% (NR)               |
| 18      | 9 juillet 2018    | 5.5%                    | 5.7%                    | 5.2% (NR)               | 5.5% (NR)               |
| 19      | 10 juillet 2018   | 5.0%                    | 5.3%                    | 4.6% (NR)               | 4.8% (NR)               |
| 20      | 10 juillet 2018   | 5.9%                    | 6.0%                    | 5.5% (NR)               | 5.6% (NR)               |
| 21      | 16 juillet 2018   | 4.8%                    | 4.9%                    | 4.4% (NR)               | 4.5% (NR)               |
| 22      | 16 juillet 2018   | 5.5%                    | 5.6%                    | 5.1% (NR)               | 5.3% (NR)               |
| 23      | 17 juillet 2018   | 4.7%                    | 4.8%                    | 4.4% (NR)               | 4.7% (NR)               |
| 24      | 17 juillet 2018   | 5.8%                    | 6.1%                    | 5.4% (19e)              | 5.2% (NR)               |
| 25      | 23 juillet 2018   | 5.3%                    | 5.1%                    | 4.6% (NR)               | 4.4% (NR)               |
| 26      | 23 juillet 2018   | 6.2%                    | 5.9%                    | 5.6% (19e)              | 5.5% (NR)               |
| 27      | 24 juillet 2018   | 6.4%                    | 6.2%                    | 5.0% (20e)              | 4.8% (NR)               |
| 28      | 24 juillet 2018   | 7.7%                    | 7.4%                    | 6.0% (17e)              | 5.3% (20e)              |
| 29      | 30 juillet 2018   | 5.1%                    | 4.5%                    | 4.7% (NR)               | 4.3% (NR)               |
| 30      | 30 juillet 2018   | 5.7%                    | 5.4%                    | 5.9% (18e)              | 5.5% (NR)               |
| 31      | 31 juillet 2018   | 5.2%                    | 4.8%                    | 5.2% (NR)               | 4.9% (NR)               |
| 32      | 31 juillet 2018   | 6.0%                    | 5.5%                    | 6.0% (13e)              | 5.7% (18e)              |
| 33      | 6 août 2018       | 6.8%                    | 6.5%                    | 5.0% (NR)               | 4.7% (NR)               |
| 34      | 6 août 2018       | 6.2%                    | 5.9%                    | 5.3% (NR)               | 5.1% (NR)               |
| 35      | 7 août 2018       | 6.3%                    | 6.4%                    | 6.5% (13e)              | 6.7% (10e)              |
| 36      | 7 août 2018       | 7.6%                    | 7.7%                    | 7.8% (7e)               | 7.9% (6e)               |
| Average | Average           | 5.9%                    | 6.0%                    | 5.5%                    | 5.5%                    |

## Distinctions
| Année | Prix               | Catégorie                             | Nomination                       | Résultat   | Ref.   |
| ----- | ------------------ | ------------------------------------- | -------------------------------- | ---------- | ------ |
| 2018  | Korea Drama Awards | Prix d’excellence chez un acteur      | Seo Kang-joon                    | Nomination | [ 17 ] |
| 2018  | KBS Drama Awards   | Prix d’excellence chez un acteur      | Seo Kang-joon                    | Lauréat    | [ 18 ] |
| 2018  | KBS Drama Awards   | Prix d’excellence chez un acteur      | Lee Joon-hyuk                    | Nomination | [ 18 ] |
| 2018  | KBS Drama Awards   | Prix d’excellence chez une actrice    | Gong Seung-yeon                  | Nomination | [ 18 ] |
| 2018  | KBS Drama Awards   | Meilleur acteur dans un second rôle   | Yu Oh-seong                      | Nomination | [ 18 ] |
| 2018  | KBS Drama Awards   | Meilleur acteur dans un second rôle   | Kim Won-hae                      | Lauréat    | [ 18 ] |
| 2018  | KBS Drama Awards   | Meilleure actrice dans un second rôle | Kim Sung-ryung                   | Nomination | [ 18 ] |
| 2018  | KBS Drama Awards   | Meilleure actrice dans un second rôle | Kim Hyun-sook                    | Lauréat    | [ 18 ] |
| 2018  | KBS Drama Awards   | Meilleur couple dans le drama         | Seo Kang-joon et Gong Seung-yeon | Lauréat    | [ 18 ] |